# Nu var det 2014
Nu var det 2014 är ett musikalbum från 2014 av Stefan Sundström som släpptes både som CD och vinylskiva. På skivan medverkar Franska Trion som Stefan Sundström blev introducerad till av sin dotter. Titeln anspelar på Eyvind Johnsons självbiografiska bok Nu var det 1914 som utspelar sig i skuggan av första världskriget. Stefan Sundström menar att nationer åter hyllas istället för att fokusera på de som har det svårt.
I samband med skivsläppet fanns det en planerad turné i Stockholms södra förorter utan spelningar i innerstan. Det är en hyllning till Ebba Grön  som gjorde turnén "Förtur" 1980 då de bara spelade i förorterna trots att de var erbjudna andra spelningar.

## Låtlista
| Nr  | Titel                             | Längd |
| --- | --------------------------------- | ----- |
| 1.  | Nog                               | 2:54  |
| 2.  | Tiden blir kort                   | 4:38  |
| 3.  | Malena                            | 4:03  |
| 4.  | Grön grön grön                    | 4:48  |
| 5.  | Den svenska gästarbeterskans sång | 3:55  |
| 6.  | Dom feta åren är förbi            | 4:01  |
| 7.  | Om 100 år                         | 3:09  |
| 8.  | Guds boll                         | 3:55  |
| 9.  | Ägarn                             | 8:23  |
| 10. | Resa med lätt bagage              | 4:05  |

## Listplaceringar
| Lista (2014) | Placering |
| ------------ | --------- |
| Sverige      | 12        |